# Banatska Dubica
Banatska Dubica (en serbe cyrillique : Банатска Дубица ; en hongrois : Kismargita) est un village de Serbie situé dans la province autonome de Voïvodine. Il fait partie de la municipalité de Sečanj dans le district du Banat central. Au recensement de 2011, il comptait 319 habitants.

## Démographie

### Évolution historique de la population
| 1948 | 1953 | 1961 | 1971 | 1981 | 1991 | 2002 | 2011 |
| ---- | ---- | ---- | ---- | ---- | ---- | ---- | ---- |
| 896  | 936  | 847  | 660  | 566  | 507  | 428  | 319  |

|  |